# Территориальные претензии Японии
Территориальные претензии Японии — претензии Японии на территориальный суверенитет над рядом морских и сухопутных (островных) территорий, в том числе спорных.

## Территориальные претензии Японии к России
В 1981 г. в Японии был учрежден праздник — День «северных территорий», который отмечается 7 февраля. В этот день в 1855 г. был подписан Симодский трактат о торговле и границах. Каждый год в этот день по всей Японии проходят митинги с участием тысяч граждан Японии, во время которых представители ультраправых организаций требуют от России возвращения «северных территорий», «незаконно оккупированных» Россией (по версии японцев). В Токио по этому поводу традиционно проводят общенародное собрание с участием высших лиц государства и ведущих политиков, где члены японского кабмина призывают соотечественников к действиям, вовлекают в ряды националистических организаций молодёжь.
25 апреля (7 мая) 1875 г. в Петербурге Александром Михайловичем Горчаковым со стороны России и Эномото Такэаки со стороны Японии был подписан договор об обмене территориями (Санкт-Петербургский договор). Согласно этому трактату, в собственность Российской империи в обмен на 18 Курильских островов (Шумшу, Алаид, Парамушир, Маканруши, Онекотан, Харимкотан, Экарма, Шиашкотан, Муссир, Райкоке, Матуа, Растуа, островки Среднева и Ушисир, Кетой, Симусир, Бротон, островки Черпой и Брат Черпоев, Уруп) был полностью передан остров Сахалин.
Глава российского МИД Сергей Лавров 19 мая 2015 года заявил, что Япония остается единственной страной в мире, которая подвергает сомнению итоги Второй мировой войны, а именно — оспаривает принадлежность Курильских островов. Министр напомнил, что после Второй мировой войны вся цепь Курильских островов вошла в состав Советского Союза.
Первый вице-президент Академии геополитических проблем Константин Сивков основной причиной такого политического курса видит то, что «японцы уверены: Россия слабеет, и её Вооруженные силы подошли к такому состоянию, когда не могут обеспечивать полноценную безопасность». Он считает, что возможны воздействия по нескольким направлениям: экономическое давление на Россию через «большую семёрку»; второе — информационное давление, где Россия выставляется как агрессор, что уже делается в рамках Евросоюза. И последнее — прямое силовое давление. В случае ослабления российских вооруженных сил в этом регионе, Япония может пойти на односторонние силовые меры по оккупации «северных территорий».
Для решения территориального вопроса Япония приняла решение наложить дополнительные санкции на ряд организаций и частных лиц, считающихся напрямую вовлечённым в конфликт в восточной части Украины. Правительство заморозит вклады в Японии, принадлежащие 26 частным лицам и 14 группам, которые, как полагают, несут ответственность за дестабилизацию ситуации на территории Украины. Выдача виз этим лицам для въезда в Японию также будет приостановлена. Генеральный секретарь кабинета министров Ёсихидэ Суга заявил 9 декабря, что Япония будет продолжать сотрудничать с международным сообществом, включая членов Большой семерки, в поиске мирного и дипломатического решения украинского кризиса.
Южные Курилы являются важным стратегическим районом, так как именно там находятся единственные незамерзающие проливы, выводящие из акватории Охотского моря в Тихий океан. Также в районе Южных Курил есть шельфовые месторождения нефти и газа.

## Территориальные претензии Японии к Южной Корее
В настоящее время существует конфликт по поводу суверенитета над островами Лианкур (кор. Токто, яп. Такэсима). Корейские требования частично основаны на упоминаниях о корейских островах, называемых Усандо в различных исторических записях и картах. Согласно корейской точке зрения, они относятся к сегодняшним островам Лианкур, в то время как японская сторона считает, что они должны быть отнесены к другому острову, который сегодня называется Чукто — небольшому острову, расположенному в непосредственной близости от ближайшего крупного корейского острова Уллындо.
Япония официально включила эти острова в состав своей территории 22 февраля 1905 года, перед аннексией самой Кореи. После присоединения Кореи к Японии, острова Лианкур по-прежнему входили в состав префектуры Симане, а не генерал-губернаторства Корея. Власти префектуры Симане объявили 22 февраля «Днём Такэсимы».
В настоящее время конфликт, в основном, происходит от спорной интерпретации того факта — относится ли отказ Японии от суверенитета над своими колониями также и к островам Лианкур. Решение Верховного Командования оккупационных Союзных сил (SCAP), в Инструкции № 677 от 29 января 1946 г. причисляет острова Лианкур к территориям, над которыми Япония не должна осуществлять своей власти. Однако окончательный Сан-Францисский мирный договор между Японией и Союзными державами не упоминает их.
С 1954 года на островах Лианкур дислоцирован небольшой гарнизон сил береговой охраны.
До сих пор южнокорейское правительство ограничивало доступ на острова Лианкур для рядовых граждан и представителей СМИ. Официальным предлогом служат экологические соображения. В ноябре 1982 года острова были объявлены памятниками природы.
14 июля 2008 года Министерство просвещения и науки Японии одобрило комментарий к методическому пособию для педагогов, в котором им впервые рекомендуется обращать внимание учащихся на территориальную проблему между двумя странами. Это решение привело к отзыву Южной Кореей своего посла в Японии, а также к отмене или переносу по меньшей мере 104 запланированных совместных мероприятий — спортивных, дипломатических и культурных.
10 августа 2012 года острова Лианкур посетил президент Южной Кореи Ли Мён Бак. Он стал первым корейским президентом, осуществившим туда визит. В ответ на это последовала «жёсткая» реакция МИД Японии, был временно отозван посол Японии в Южной Корее и был выражен протест послу Южной Кореи.
8 августа 2017 г. в Японии была одобрена и опубликована «Белая книга по вопросам обороны» за 2017 год. В ней утверждается, что острова Токто (Такэсима) являются исконно японской территорией.
Генеральный секретарь кабинета министров Японии Ёсихидэ Суга 5 февраля 2018 года заявил, что правительство Японии выражает протест Республике Корея по поводу единого корейского флага, включающего в себя острова Токто в Японском море. Флаг был поднят в ходе состоявшегося 4 февраля хоккейного матча между объединенной корейской сборной и командой Швеции.
25 апреля 2018 года Япония выразила протест Южной Корее из-за десерта, который подадут во время межкорейского саммита 27 апреля. Предметом возмущения послужил мусс из манго: на нем красовалась табличка, сделанная из белого шоколада, на которой изображена карта единой Кореи с включенными в ее состав спорными островами Такэсима (Токто). «В свете нашей позиции по территориальным правам на острова Такэсима это неприемлемо и вызывает сожаление», — заявил глава департамента Азии и Океании министерства иностранных дел Японии Кэндзи Канасуги.

## Военная сторона вопроса
По сообщению радио Эн-Эйч-Кей (01.12.14г.) Министерство обороны Японии занимается укреплением обороноспособности отдаленных островов на юго-западе Японии и сформирует морскую десантную бригаду, которая будет базироваться в городе Сасэбо в префектуре Нагасаки. Данную бригаду и запланировано оснастить 52 десантными машинами-амфибиями AAV7 в течение пяти предстоящих лет. Корпус морской пехоты США в настоящее время продолжает использовать десантные машины-амфибии AAV7, хотя данная техника находится на вооружении в США уже более 30 лет и считается устаревшей.
По сообщениям Китайских СМИ 1 декабря 2014 года начались совместные учения Японии и США.
Период проведения учений: с 1.12.2014 по 12.12.2014 года.
Районы проведения учений: остров Кюсю (Япония), база Оянохара (Кумамото, Япония).
Количество участников: около 500 в/сл.
Цели:
1. Отработка применения конвертопланов MV-22 Osprey в боевых условиях;
2. Отработка высадки десанта;
3. Выполнение учебно-боевых задач.

Привлекаемые ВиВТ: 2 транспортных конвертоплана ВВС США MV-22 Osprey, вертолеты ВВС Японии.
Данные учения проводятся 1 раз в год с 2012 года.
16 июля 2015 года Палата представителей японского парламента приняла закон о расширении полномочий Сил самообороны. Принятие этого закона верхней палатой парламента Японии, по мнению аналитиков, позволит Японии применять Силы самообороны для решения территориальных претензий.